# Вижунська волость
Вижунська волость — адміністративно-територіальна одиниця Вількомирського повіту Ковенської губернії (попередньо — Литовської та Гродненської губерній).
Станом на 1886 рік складалася з 49 поселень, 4 сільських громад. Населення — 4757 осіб (2392 особи чоловічої статі та 2385 — жіночої), 674 дворових господарства.
|                     | Площа, десятин | У тому числі орної, дес. |
| ------------------- | -------------- | ------------------------ |
| Сільських громад    | 2243           | ?                        |
| Приватної власності | 10294          | ?                        |
| Казенної власності  | 367            | —                        |
| Іншої власності     | 32             | 30                       |
| Загалом             | 12936          | 7289                     |

Найбільше поселення волості:
- Вижуни — містечко при річці Вижунка за 63 версти від повітового міста, 336 осіб та 7 мещан, 54 двори, костел, народне училище, 2 єврейські школи, 7 лавок, 2 корчми.